# Tentoriceps cristatus
Tentoriceps cristatus är en fiskart som först beskrevs av Klunzinger, 1884.  Tentoriceps cristatus ingår i släktet Tentoriceps och familjen Trichiuridae. Inga underarter finns listade i Catalogue of Life.